# Festival d'humour de l'Abitibi-Témiscamingue
Le Festival d'humour de l'Abitibi-Témiscamingue (ou FHAT) est un événement culturel estival et annuel qui a lieu au début du mois de juillet, à Val-d'Or, en Abitibi-Témiscamingue. Il présente une programmation de spectacles d'humour sur une scène extérieure sur le site historique de la Cité de l'Or.

## Historique
Le Festival d'humour de l'Abitibi-Témiscamingue a été fondé en 1998 par un petit groupe de bénévoles de Val-d'Or. La première édition de l'événement a eu lieu du 10 au 12 juillet 1998. Les artistes invités étaient Claudine Mercier, Anthony Kavanagh, les Foubracs, Claire Pimparé (Passe-Carreau de l'émission québécoise Passe-Partout), Jean-Michel Anctil et Martin Petit.
En 2003, le festival présente au Centre d'exposition de Val-d'Or l'exposition Coup d'Chapleau qui proposait une sélection de 30 caricatures du caricaturiste Serge Chapleau. L'événement a attiré plus de 1000 visiteurs en deux semaines.
En 2010, quatre joueurs vedettes de la Ligue nationale d'improvisation (LNI), Sophie Caron, Frédéric Barbusci, Anaïs Favron et Daniel Malenfant, participent au festival afin d'affronter quatre joueurs étoile locaux. C'est lors de cette 13e édition que le festival atteint un achalandage record de 25 000 personnes. L'expérience sera notamment répétée lors de la 15e édition en 2012.
En 2015, pour sa 18e édition, le festival propose pour la première fois un spectacle anglophone avec l'humoriste autochtone d'Edmonton, Howie Miller.
En 2020, le FHAT a été forcé de remettre en 2021 sa 23e édition qui devait être présentée du 7 au 12 juillet, en raison de la pandémie de COVID-19.

## Concours de la relève de l'humour
En 2003, l'organisation crée un concours provincial de la relève de l'humour, en collaboration avec le festival Juste pour rire. À la suite d'auditions, les finalistes sélectionnés de ce concours participent à une finale durant le festival, à la fin duquel le gagnant est dévoilé. L'humoriste Mike Ward est le porte-parole de cette première édition du concours.
En 2006, le volet «scripteur» est introduit au concours de la relève. C'est l'auteur François St-Amant qui a remporté  la première édition de ce volet du concours, qui n'existe plus aujourd'hui.

### Lauréats
| Année | Prix du jury                | Prix du public              |
| ----- | --------------------------- | --------------------------- |
| 2003  |                             |                             |
| 2004  | Dany Drouin                 |                             |
| 2005  | Ben et Jarrod               | Ben et Jarrod               |
| 2006  | Philippe Laprise            |                             |
| 2007  | Guillaume Wagner            | Guillaume Wagner            |
| 2008  |                             |                             |
| 2009  | Isabelle Gauthier           | Mike Beaudoin               |
| 2010  | François Bellefeuille       |                             |
| 2011  | Louis T                     | Louis T                     |
| 2012  | Olivier Martineau           | Olivier Martineau           |
| 2013  | Phil Roy                    | Phil Roy                    |
| 2014  | Sam Breton                  | Sam Breton                  |
| 2015  | JC Surette                  | Jessy Sheehy                |
| 2016  | Didier Lambert              | Métivier                    |
| 2017  | Rosalie Vaillancourt        | Rosalie Vaillancourt        |
| 2018  | Alexandre Forest            | Pierre-Yves Roy-Desmarais   |
| 2019  | Jo Cormier                  | Jo Cormier                  |
| 2020  | Édition reportée - COVID-19 | Édition reportée - COVID-19 |
| 2022  | Mégan Brouillard            | Jessica Chartrand           |

## Prix
- 2005: le FHAT remporte un Grand prix du tourisme québécois dans la catégorie Festival et événements au gala régional de l'Abitibi-Témiscamingue[28]
- 2005: Prix Jeanne-Lalancette-Bigué, remis par le service culturelle de la Ville de Val-d'Or
- 2008: le FHAT remporte un Grand prix du tourisme québécois dans la catégorie Festival et événements au gala régional de l'Abitibi-Témiscamingue[29]
- 2014: Prix Hommage remis lors du Gala À Voir, à Montréal[30]
- 2017: Prix hommage remis par la Ville de Val-d'Or, pour l’apport exceptionnel d’une personne (artiste, travailleur culturel, bénévole), un groupe ou un organisme à la vie culturelle de Val-d’Or[31]